# Numia subcelata
Numia subcelata là một loài bướm đêm trong họ Geometridae.